# تارما
تارما هي مدينة من مدن بيرو. يبلغ عدد سكانها 42,209 نسمة وذلك حسب إحصائيات سنة 2015. يبلغ ارتفاع المدينة عن سطح البحر قرابة 3053 متر. تبلغ مساحتها 226.9 كم².

## أعلام
- مانويل أ. أودريا
- هوغو كاستيلو
- بيدرو بابلو برموديز